# Robert Angus Smith

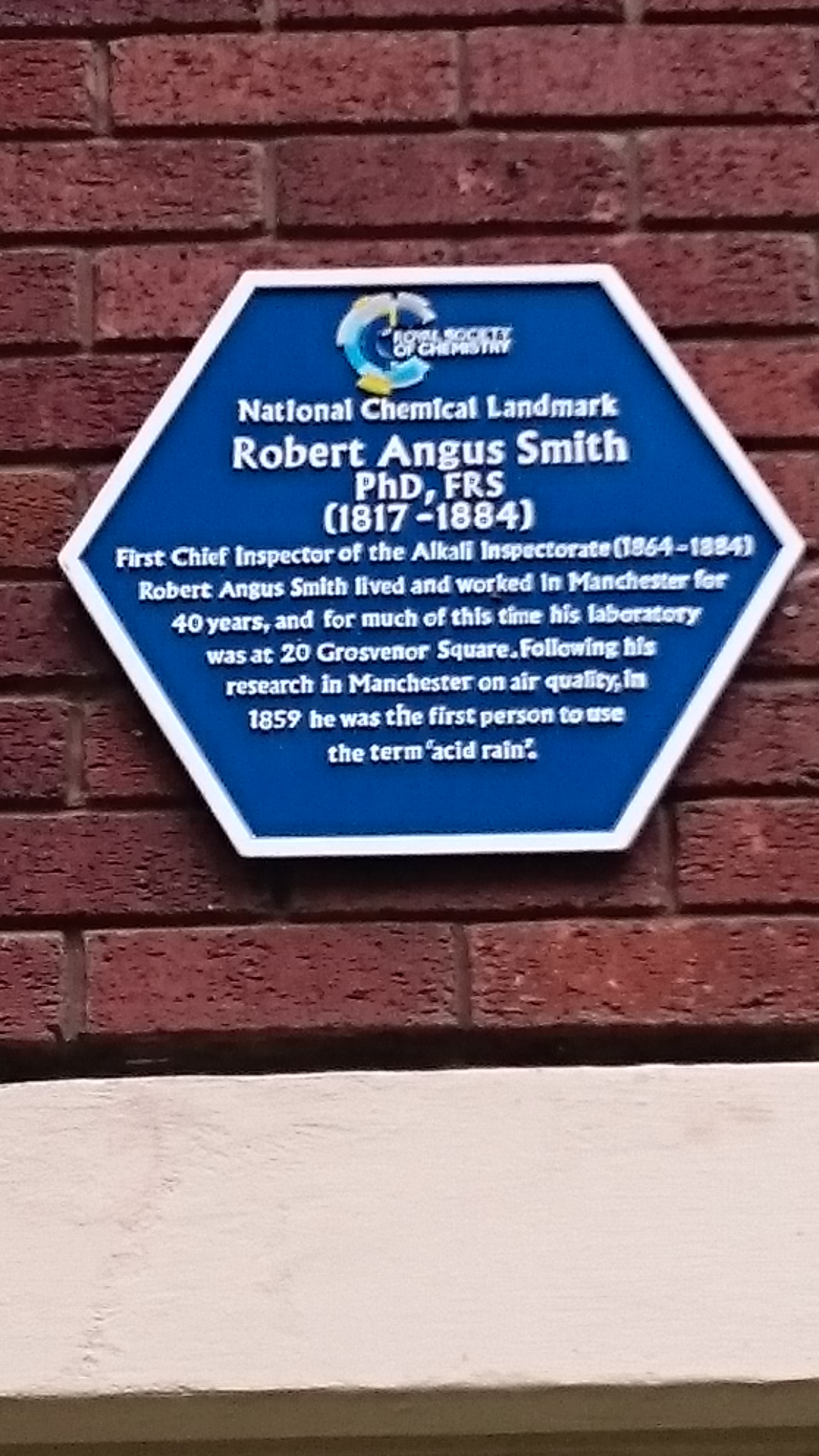
La blue plaque de la Royal Society of Chemistry que conmemora a Smith en Grosvenor Square, el lugar de su laboratorio en Mánchester.

Robert Angus Smith (Pollokshaws, Glasgow, 15 de febrero de 1817 - Kersal Moor, Salford, 12 de mayo de 1884) fue un químico británico (escocés), miembro de la Royal Society, que investigó numerosos temas medioambientales. Tuvo gran repercusión su trabajo de 1852 sobre la polución atmosférica, con el descubrimiento de lo que se conoce en la actualidad como lluvia ácida. A veces se le denomina como "el padre de la lluvia ácida".

## Vida y obra
Smith estudió en la Universidad de Glasgow, pero no llegó a convertirse en ministro de la Iglesia de Escocia, como estaba previsto, dado que abandonó antes de su graduación. Trabajó como tutor personal y acompañó en esta condición a una familia a Gießen en 1839. Permaneció en Alemania para estudiar química con Justus von Liebig, obteniendo un doctorado en 1841.
El mismo año volvió a Inglaterra, donde consideró retomar su carrera eclesiástica; en vez de ello se unió al laboratorio de Lyon Playfair en la Royal Manchester Institution. Tras la partida de Playfair en 1845, Smith trabajó como analista químico por su cuenta. Después de unas experiencias iniciales, se negó a colaborar con las estructuras científicas, que veía como corruptas.  En 1857 se le admitió como miembro de la Royal Society. Su integridad le convirtió en el candidato idóneo para convertirse en inspector con la Alkali Act de 1863. Desempeñó este cargo hasta su muerte.
Junto con su amigo William Crookes, asistió a una séance espiritista en Londres, el 21 de abril de 1870. Mantuvo una correspondencia de 15 cartas con Crookes sobre estos temas entre abril de 1869 y 1871. Smith no quiso escribir más sobre el asunto, al creer que dañaría su reputación científica. Aun así, fue miembro de la Society for Psychical Research entre 1882 y 1884. Tras su muerte, se encontraron 89 libros de ocultismo en su biblioteca.
En 1872 Smith publicó el libro Air and Rain: The Beginnings of a Chemical Climatology ("Aire y lluvia: los comienzos de una climatología química"), donde presentaba su investigación sobre la química de las precipitaciones atmosféricas. Describía tres zonas caracterizadas por su polución atmosférica, que venía diferenciando desde 1852: las de agricultura intensiva, con presencia de carbonato y amoniaco; suburbios, con presencia de sulfato de amonio; y ciudades, con presencia de ácido sulfúrico.
Se le concedió el rango de miembro honorario de la Institution of Engineers and Shipbuilders in Scotland en 1884.
Fue enterrado en el cementerio de la iglesia de San Pablo de Kersal Moor (Salford, en las cercanías de Mánchester). Su colección de cuatro mil libros fue adquirida por la biblioteca del Owens College de Mánchester, y se conserva actualmente en la John Rylands University Library, su institución sucesora.